# Selección de fútbol playa de Tonga
La selección de fútbol playa de las Tonga es el equipo representativo de dicho país en las competiciones internacionales. Está regida por la Asociación de Fútbol de Tonga, miembro de la OFC y de la FIFA.

## Estadísticas

### Copa Mundial de Fútbol Playa FIFA
| Copa Mundial de Fútbol Playa FIFA | Copa Mundial de Fútbol Playa FIFA | Copa Mundial de Fútbol Playa FIFA | Copa Mundial de Fútbol Playa FIFA | Copa Mundial de Fútbol Playa FIFA | Copa Mundial de Fútbol Playa FIFA | Copa Mundial de Fútbol Playa FIFA | Copa Mundial de Fútbol Playa FIFA |
| Año                               | Ronda                             | J                                 | G                                 | G+                                | P                                 | GF                                | GC                                |
| --------------------------------- | --------------------------------- | --------------------------------- | --------------------------------- | --------------------------------- | --------------------------------- | --------------------------------- | --------------------------------- |
| 2005 - 2017                       | No participó                      | No participó                      | No participó                      | No participó                      | No participó                      | No participó                      | No participó                      |
| 2019                              | No clasificó                      | No clasificó                      | No clasificó                      | No clasificó                      | No clasificó                      | No clasificó                      | No clasificó                      |
| 2021                              | No participó                      | No participó                      | No participó                      | No participó                      | No participó                      | No participó                      | No participó                      |
| 2023                              | No clasificó                      | No clasificó                      | No clasificó                      | No clasificó                      | No clasificó                      | No clasificó                      | No clasificó                      |
| Total                             | 0/12                              | -                                 | -                                 | -                                 | -                                 | -                                 | -                                 |

### Copa de las Naciones de la OFC
| Copa de las Naciones de la OFC | Copa de las Naciones de la OFC | Copa de las Naciones de la OFC | Copa de las Naciones de la OFC | Copa de las Naciones de la OFC | Copa de las Naciones de la OFC | Copa de las Naciones de la OFC | Copa de las Naciones de la OFC |
| Año                            | Ronda                          | J                              | G                              | G+                             | P                              | GF                             | GC                             |
| ------------------------------ | ------------------------------ | ------------------------------ | ------------------------------ | ------------------------------ | ------------------------------ | ------------------------------ | ------------------------------ |
| 2006 - 2013                    | No participó                   | No participó                   | No participó                   | No participó                   | No participó                   | No participó                   | No participó                   |
| 2019                           | Fase de grupos                 | 4                              | 0                              | 0                              | 4                              | 6                              | 55                             |
| 2023                           | 4.º                            | 4                              | 0                              | 0                              | 4                              | 9                              | 74                             |
| Total                          | 2/7                            | 8                              | 0                              | 0                              | 8                              | 15                             | 129                            |